# Переправа (мемориал)
«Переправа» — мемориал в Ленинградской области, входящий в Зелёный пояс Славы
Расположен в поселке им. Морозова на правом берегу Невы, в 200 метрах к юго-востоку от деревни Шереметьевка, на месте, где после прорыва блокады Ленинграда были построены силами 3-й понтонно-мостовой бригады инженерных войск Красной армии переправа и железнодорожная линия через Неву, связавшие осажденный Ленинград со страной.
На монументе закреплены мемориальные доски.
Надпись на северо-западной стороне:
Воинам-понтонёрам, наводившим здесь мосты через Неву из осаждённого Ленинграда на «Большую землю» в 1943 г.
Надпись на юго-восточной стороне:
Монумент воздвигнут бывшим воинам 3-й понтонно-мостовой бригады РГК — в честь ратных подвигов однополчан.

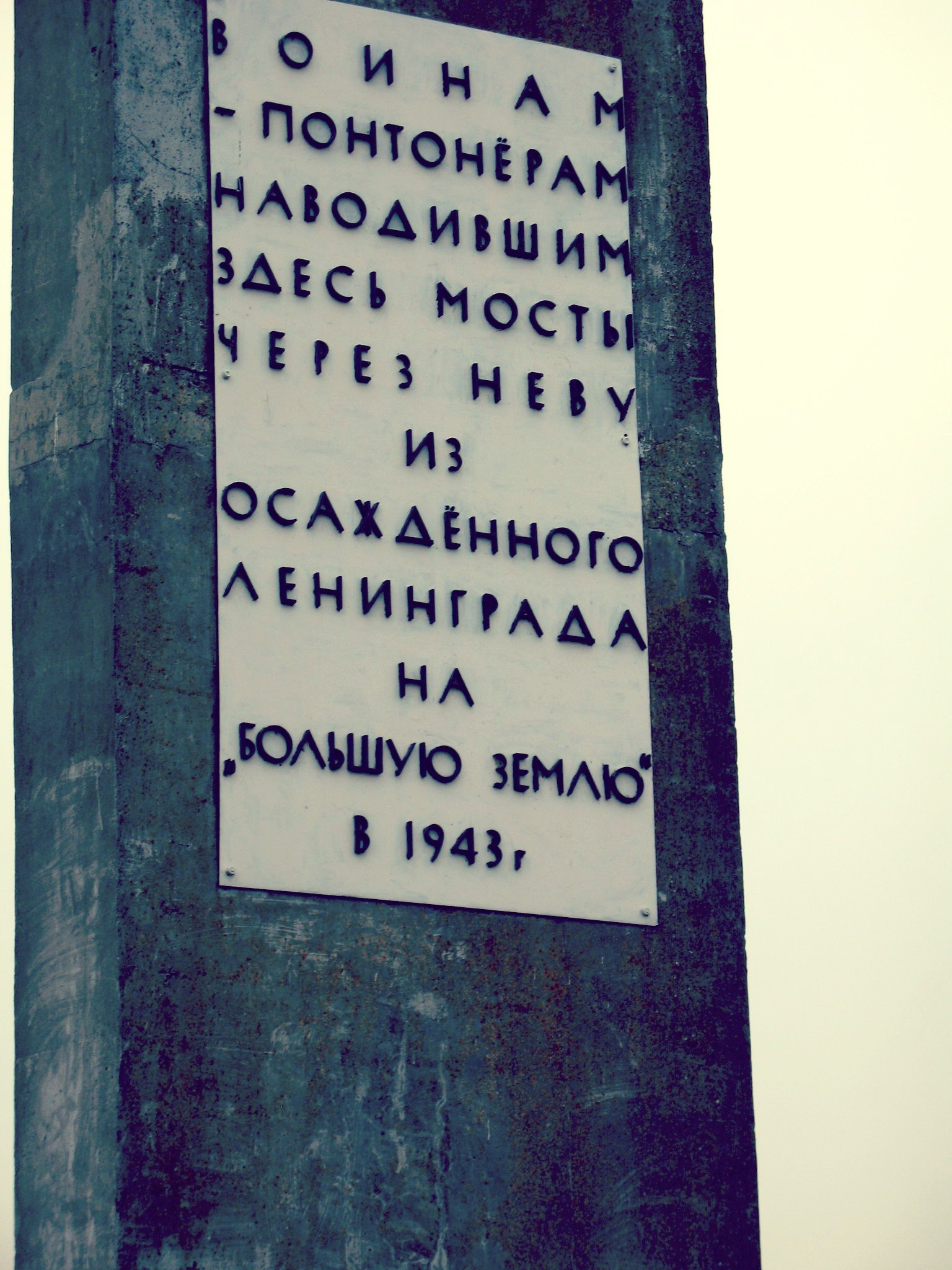
Мемориальная доска на монументе